# Halové mistrovství Evropy v atletice 2002

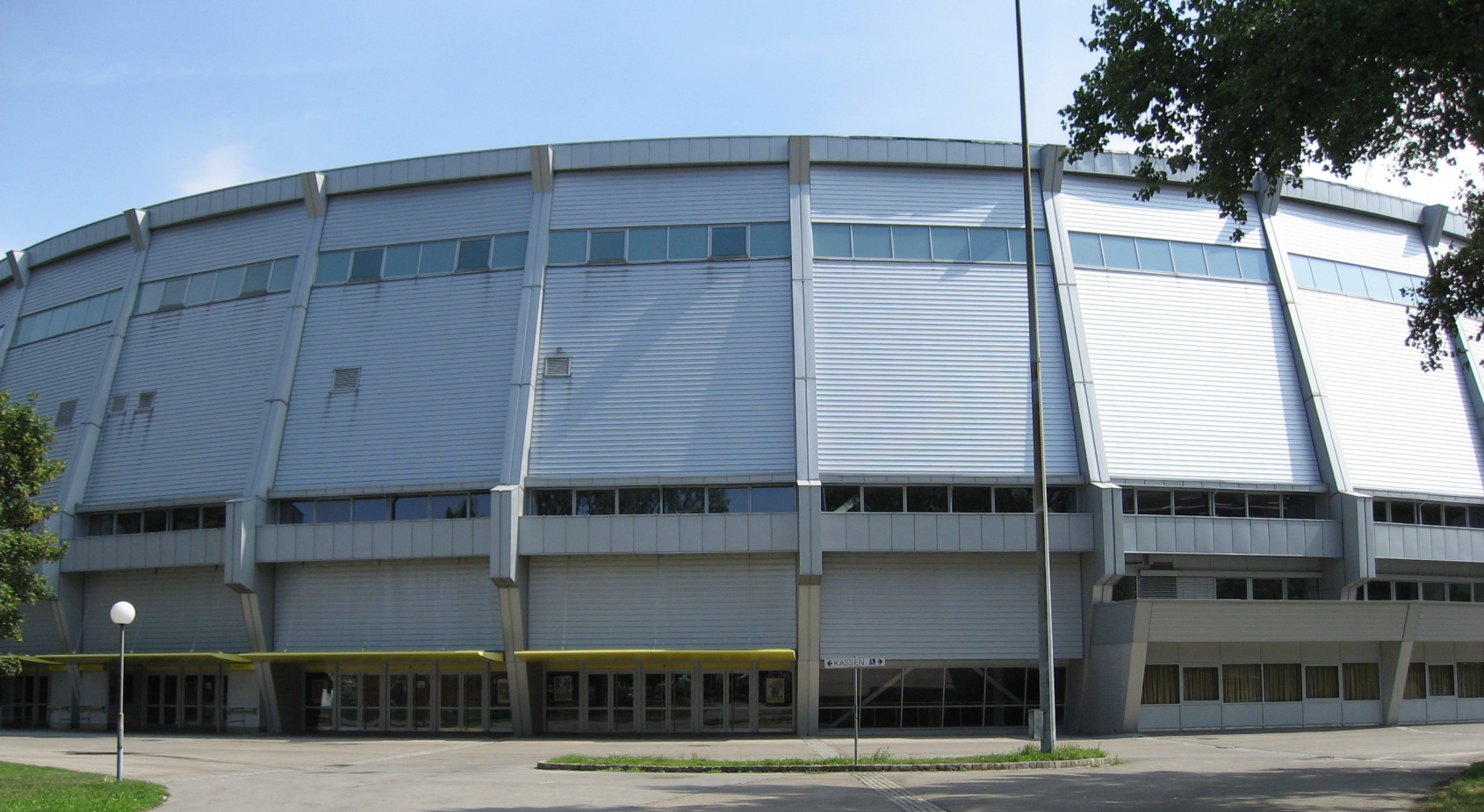
Hala Ferry-Dusika

27. Halové mistrovství Evropy v atletice se konalo ve dnech 1. března – 3. března 2002 v hlavním městě Rakouska, ve vídeňské hale Ferryho Dusiky. V též hale bylo pořádáno také halové ME v roce 1979. Vídeň hostila tento šampionát již v roce 1970 v městské hale Wiener Stadthalle, tehdy se šampionát konal vůbec poprvé, kdy nahradil tehdejší Evropské halové hry.
Šampionátu se zúčastnilo 604 atletů a atletek ze 46 států Evropy.

## Česká účast
Českou republiku na tomto šampionátu reprezentovalo 24 českých atletů (15 mužů a 9 žen).

## Medailisté

### Muži
| Soutěž        | Zlato                                                                           | Stříbro                                                                   | Bronz                                                                             |
| ------------- | ------------------------------------------------------------------------------- | ------------------------------------------------------------------------- | --------------------------------------------------------------------------------- |
| 60 m          | Jason Gardener 6,49                                                             | Mark Lewis-Francis 6,55                                                   | Anatolij Dovhal 6,62                                                              |
| 200 m         | Marcin Urbaś 20,64                                                              | Christian Malcolm 20,65                                                   | Robert Maćkowiak 20,77                                                            |
| 400 m         | Marek Plawgo 45,39                                                              | Jimisola Laursen 45,59                                                    | Ioan Vieru 46,17                                                                  |
| 800 m         | Paweł Czapiewski 1:44,78                                                        | André Bucher 1:44,93                                                      | Antonio Reina 1:45,25                                                             |
| 1500 m        | Rui Silva 3:49,93                                                               | Juan Carlos Higuero 3:50,08                                               | Michael East 3:50,52                                                              |
| 3000 m        | Alberto García 7:43,89                                                          | Antonio Jiménez 7:46,49                                                   | Jesús España 7:48,08 John Mayock 7:48,08                                          |
| 60 m př.      | Colin Jackson 7,40                                                              | Elmar Lichtenegger 7,44                                                   | Staņislavs Olijars 7,51                                                           |
| 4 x 400 m     | Polsko 3:05,50 Marek Plawgo Piotr Rysiukiewicz Artur Gąsiewski Robert Maćkowiak | Francie 3:06,42 Marc Foucan Laurent Claudel Loic Lerouge Stéphane Diagana | Španělsko 3:06,60 Carlos Meléndez David Canal Salvador Rodríguez Alberto Martínez |
| Skok do výšky | Staffan Strand 2,34 m                                                           | Stefan Holm 2,30 m                                                        | Jaroslav Rybakov 2,30 m                                                           |
| Skok o tyči   | Tim Lobinger 5,75 m                                                             | Patrik Kristiansson 5,75 m                                                | Lars Börgeling 5,75 m                                                             |
| Skok daleký   | Raúl Fernández 8,22 m                                                           | Yago Lamela 8,17 m                                                        | Petar Dačev 8,17 m                                                                |
| Trojskok      | Christian Olsson 17,54 m                                                        | Marian Oprea 17,22 m                                                      | Aleksandr Glavatskij 17,05 m                                                      |
| Vrh koulí     | Manuel Martínez 21,26 m                                                         | Joachim Olsen 21,23 m                                                     | Pavel Čumačenko 20,30 m                                                           |
| Sedmiboj      | Roman Šebrle 6 280 bodů                                                         | Tomáš Dvořák 6 165 bodů                                                   | Erki Nool 6 084 bodů                                                              |

### Ženy
| Soutěž        | Zlato                                                                                       | Stříbro                                                                            | Bronz                                                                                   |
| ------------- | ------------------------------------------------------------------------------------------- | ---------------------------------------------------------------------------------- | --------------------------------------------------------------------------------------- |
| 60 m          | Kim Gevaertová 7,16                                                                         | Marina Kislovová 7,18                                                              | Georgia Kokloniová 7,22                                                                 |
| 200 m         | Muriel Hurtisová 22,52                                                                      | Karin Mayrová-Krifkaová 22,70                                                      | Gabi Rockmeierová 23,05                                                                 |
| 400 m         | Natalja Anťuchová 51,65                                                                     | Claudia Marxová 52,15                                                              | Karen Shinkinsová 52,17                                                                 |
| 800 m         | Jolanda Čeplaková 1:55,82                                                                   | Stephanie Grafová 1:55,85                                                          | Elizabeth Grousselleová 2:01,46                                                         |
| 1500 m        | Jekatěrina Puzanovová 4:06,30                                                               | Elena Iagărová 4:06,90                                                             | Alesia Turavaová 4:07,69                                                                |
| 3000 m        | Marta Domínguezová 8:53,87                                                                  | Carla Sacramentová 8:53,96                                                         | Jelena Zadorožná 8:58,36                                                                |
| 60 m př.      | Linda Fergaová 7,96                                                                         | Kirsten Bolmová 7,97                                                               | Patricia Girardová 7,98                                                                 |
| 4 x 400 m     | Bělorusko 3:32,24 Katarina Stankevičová Irina Chlustovová Hanna Kasaková Světlana Usovičová | Polsko 3:32,45 Anna Pacholaková Aneta Lemieszová Anna Zagórská Grażyna Prokopeková | Itálie 3:36,49 Daniela Reinaová Patricia Spuriová Carla Barbarinová Danielle Perpoliová |
| Skok do výšky | Marina Kupcovová 2,03 m                                                                     | Dóra Győrffyová 1,95 m Kajsa Bergqvistová 1,95 m                                   | neudělena                                                                               |
| Skok o tyči   | Světlana Feofanovová 4,75 m                                                                 | Yvonne Buschbaumová 4,65 m                                                         | Monika Pyreková 4,60 m                                                                  |
| Skok daleký   | Niki Xanthou 6,74 m                                                                         | Olga Rubljovová 6,74 m                                                             | Ljudmila Galkinová 6,68 m                                                               |
| Trojskok      | Tereza Marinovová 14,81 m                                                                   | Ashia Hansenová 14,71 m                                                            | Jelena Olejniková 14,30 m                                                               |
| Vrh koulí     | Vita Pavlyšová 19,76 m                                                                      | Assunta Legnanteová 18,60 m                                                        | Lieja Koemanová 18,53 m                                                                 |
| Pětiboj       | Jelena Prochorovová 4 622 bodů                                                              | Naide Gomesová 4 595 bodů                                                          | Carolina Klüftová 4 535 bodů                                                            |

## Medailové pořadí
| Umístění | Stát           | Zlato | Stříbro | Bronz | Celkem |
| -------- | -------------- | ----- | ------- | ----- | ------ |
| 1.       | Rusko          | 5     | 2       | 5     | 12     |
| 2.       | Španělsko      | 4     | 3       | 3     | 10     |
| 3.       | Polsko         | 4     | 1       | 2     | 7      |
| 4.       | Švédsko        | 2     | 4       | 1     | 7      |
| 5.       | Velká Británie | 2     | 3       | 2     | 7      |
| 6.       | Francie        | 2     | 1       | 1     | 4      |
| 7.       | Německo        | 1     | 3       | 2     | 6      |
| 8.       | Portugalsko    | 1     | 2       | 0     | 3      |
| 9.       | Česko          | 1     | 1       | 0     | 2      |
| 10.      | Bělorusko      | 1     | 0       | 2     | 3      |
| 11.      | Bulharsko      | 1     | 0       | 1     | 2      |
| 11.      | Řecko          | 1     | 0       | 1     | 2      |
| 11.      | Ukrajina       | 1     | 0       | 1     | 2      |
| 14.      | Belgie         | 1     | 0       | 0     | 1      |
| 14.      | Slovinsko      | 1     | 0       | 0     | 1      |
| 16.      | Rakousko       | 0     | 3       | 0     | 3      |
| 17.      | Rumunsko       | 0     | 2       | 1     | 3      |
| 18.      | Itálie         | 0     | 1       | 1     | 2      |
| 19.      | Dánsko         | 0     | 1       | 0     | 1      |
| 19.      | Maďarsko       | 0     | 1       | 0     | 1      |
| 19.      | Švýcarsko      | 0     | 1       | 0     | 1      |
| 22.      | Estonsko       | 0     | 0       | 1     | 1      |
| 22.      | Irsko          | 0     | 0       | 1     | 1      |
| 22.      | Lotyšsko       | 0     | 0       | 1     | 1      |
| 22.      | Nizozemsko     | 0     | 0       | 1     | 1      |